# Karitsa (Rakvere)
Karitsa – wieś w Estonii, w prowincji Virumaa Zachodnia, w gminie Rakvere.